# Annie Chapman
Annie Eliza Smith Chapman (Londra, 25 settembre 1840 – Londra, 8 settembre 1888) è stata una prostituta inglese, famosa per essere stata la seconda delle cinque vittime accertate del serial killer Jack lo squartatore.

## Infanzia e gioventù
Nacque come Annie Eliza Smith, figlia di George Smith e Ruth Chapman. I genitori si sposarono sei mesi dopo la sua nascita. Al tempo il padre era soldato nell'Esercito Britannico, più tardi ne uscirà per svolgere la professione di maggiordomo.

### Matrimonio e figli
Il 1º maggio 1869, nella chiesa di Ognissanti di Knightsbridge (Londra), Annie sposò John Chapman, parente della madre. Per alcuni anni la coppia risiedette nella zona occidentale di Londra. Ebbero tre figli:
- Emily Ruth Chapman (25 giugno 1870- 21 novembre 1882);
- Annie Georgina Chapman (5 giugno 1873-1958);
- John Alfred Chapman (21 novembre 1880- marzo 1946).

Nel 1881 la famiglia traslocò a Windsor, nel Berkshire, dove John Chapman trovò un'occupazione come cocchiere. Il loro ultimogenito John era nato disabile e la primogenita Emily morì all'età di dodici anni per meningite. In seguito a questi problemi sia Annie che il marito iniziarono ad assumere alcolici, finché la situazione famigliare non divenne irrimediabilmente compromessa. Si separarono nel 1884.
Nell'anno della morte di Emily, sembra che il figlio John fosse in cura in un istituto e la figlia sopravvissuta, Annie Georgina, si trovasse in giro per la Francia con una compagnia di circensi.

### A Whitechapel
Successivamente Annie Chapman si trasferì a Whitechapel. È noto che nel 1886 viveva assieme ad un fabbricatore di setacci. Per tre o quattro anni usufruì di un sussidio settimanale di 10 scellini inviatole dal marito, ma nel 1886 i pagamenti si interruppero improvvisamente. Indagando per capire il motivo dell'interruzione, scoprì che il marito era morto in seguito all'assunzione di alcolici. Il fabbricatore di setacci, con il quale lei conviveva, la lasciò poco tempo dopo, probabilmente proprio perché Annie era rimasta senza sussidio. Più tardi un suo amico testimonierà che Annie divenne molto depressa.
Nel 1888 Annie Chapman viveva in alcune pensioni a Whitechapel, guadagnando qualcosa vendendo dei manufatti all'uncinetto, fiori, e prostituendosi.
Conoscenti la descrissero come una donna dotata e inoffensiva, sebbene bevesse molto e la sua salute fosse ormai precaria.
Una settimana prima della morte si ammalò dopo aver riportato delle contusioni in uno scontro con Eliza Cooper, un'altra donna che soggiornava nella pensione. Si scoprì che le due erano rivali in amore per un uomo, Edward Stanley.

## Ultime ore e la morte

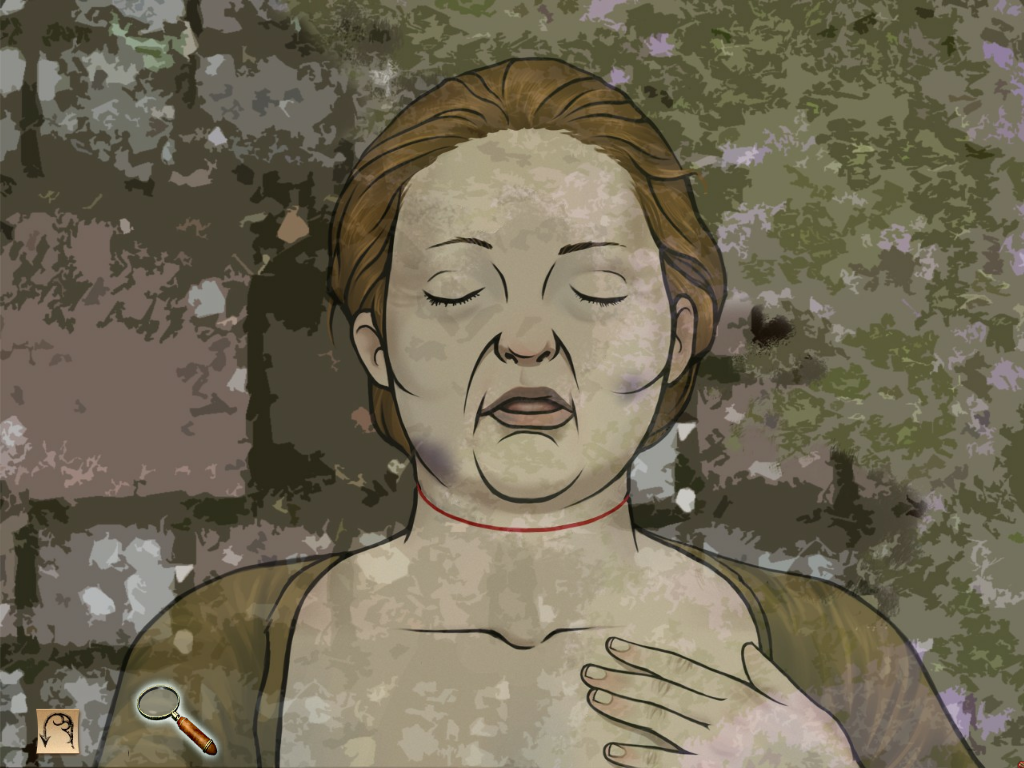
Rappresentazione del corpo di Annie Chapman al momento del ritrovamento nel videogioco Sherlock Holmes contro Jack lo Squartatore.

Poco dopo la mezzanotte del giorno della morte, Annie (come Mary Ann Nichols) andò per la strada a guadagnare qualche soldo per pagare l'affitto. Una donna, Elizabeth Long, testimoniò di aver visto un uomo e una donna (identificata come la Chapman) parlare all'esterno del n° 29 di Hanbury Street, verso le 5:30 del mattino. Se quella donna era veramente la Chapman, allora sicuramente Elizabeth Long è stata l'ultima persona ad aver visto Annie Chapman viva. Il corpo di Annie venne trovato verso le 5:50 del mattino dell'8 settembre 1888, disteso vicino ad un ingresso sul cortile nel retro del n°29 di Hanbury Street, Spitalfields.

Ci sono due ingressi principali, uno che porta all'interno di un negozio e l'altro, sulla sinistra, in un vicolo che passa attraverso i palazzi fino al cortile sul retro. La porta che dà sul cortile si apre verso l'esterno, da destra verso sinistra e, una volta aperta, nasconde una piccola parte del cortile. La porta si chiude da sola. [...] Tale cortile è separato dagli altri da una palizzata di legno alta cinque piedi. Vi sono tre gradini in pietra che portano giù al cortile. Guardando da sopra i gradini c'è una piccola baracca in legno, i piedi di Annie erano rivolti verso essa. Sulla destra un gabinetto. Il cortile stesso è un patchwork di pietra, erba e sporco.

Il giorno stesso il corpo venne trasportato all'obitorio di Whitechapel con un'ambulanza della polizia.

### Inchiesta
Le testimonianze portarono a concludere che Annie Chapman era stata uccisa non più tardi delle 5:30 del mattino, nel cortile di una casa occupata da diciassette persone, alcune delle quali erano già sveglie e i cui appartamenti avevano finestre che guardavano sul cortile. L'unica via di fuga plausibile era il vicolo che passa attraverso i palazzi, tramite il quale un uomo, che stava entrando nel cortile, scoprì il corpo. Nessuno dei residenti però aveva sentito o visto nulla al momento dell'omicidio. Tuttavia il dottor George Bagster Philips, chirurgo incaricato di esaminare il corpo, dichiarò che lui stesso, anche nella tranquillità più assoluta, in meno di quindici minuti (l'intervallo di tempo tra l'ora della morte e la scoperta del corpo) non sarebbe riuscito a praticare le ferite che vi erano sul cadavere. L'intervallo di tempo tra l'ultima volta in cui la Chapman fu vista viva (5:30, secondo la testimonianza della signora Long) e la scoperta del cadavere (5:50, venti minuti dopo) era troppo breve per permettere all'assassino di uccidere la vittima e mutilarla a quel modo. Il dottor Philips al primo esame del cadavere (6:20 del mattino) disse che doveva essere già morta da due ore (anche di più) al momento della scoperta del corpo: tale opinione fu condivisa dalla polizia.
Il dottor Philips fornì una descrizione del corpo quando lo vide per la prima volta alle 6:20 del mattino nel cortile sul retro del n°29 di Hanbury Street:
The instrument used at the throat and abdomen was the same. It must have been a very sharp knife with a thin narrow blade, and must have been at least 6 to 8 inches in length, probably longer. He should say that the injuries could not have been inflicted by a bayonet or a sword bayonet. They could have been done by such an instrument as a medical man used for post-mortem purposes, but the ordinary surgical cases might not contain such an instrument. Those used by the slaughtermen, well ground down, might have caused them. He thought the knives used by those in the leather trade would not be long enough in the blade. There were indications of anatomical knowledge ... he should say that the deceased had been dead at least two hours, and probably more, when he first saw her; but it was right to mention that it was a fairly cool morning, and that the body would be more apt to cool rapidly from its having lost a great quantity of blood. There was no evidence ... of a struggle having taken place. He was positive the deceased entered the yard alive ...
A handkerchief was round the throat of the deceased when he saw it early in the morning. He should say it was not tied on after the throat was cut.»
(The Times, 14 September 1888, citato in Evans and Skinner, The Ultimate Jack the Ripper Sourcebook, pp. 85–88)
Il dottor Philips concluse che la malattia della Chapman era tubercolosi. La vittima era sobria al momento della morte e non aveva consumato alcolici per alcune ore prima della morte.

### Funerale
Annie Chapman venne seppellita venerdì 14 settembre 1888.
Alle sette del mattino di quel giorno, un carro funebre arrivò all'obitorio di Whitechapel. Nessuno tranne i familiari della vittima, il necroforo e la polizia sapevano dell'organizzazione dell'evento funebre. Il corpo di Annie venne posto in una bara e portato a Harry Hawes, un necroforo di Spitalfields, che organizzò i funerali. I parenti, che pagarono il funerale, incontrarono il necroforo al cimitero e, per espressa richiesta, mantennero il funerale segreto e furono gli unici partecipanti. La bara porta la scritta "Annie Chapman, morta l'8 settembre 1888, all'età di 48 anni". 
Alle nove del mattino il carro funebre (senza corteo, in modo da non attrarre l'attenzione della gente del posto) portò il corpo di Annie nel Manor Park Cemetery and Crematorium, nel quartiere londinese di Forest Gate (E7 0NP), dove venne seppellita in una tomba (pubblica); oggi la sua tomba non esiste più ed al suo posto vi è stata collocata una placca.